# Міміс Плессас
Міміс Плессас (грец. Μίμης Πλέσσας, 12 жовтня 1924, Афіни Греція — 5 жовтня 2024, Афіни Греція)   — один з найвизначніших новогрецьких композиторів, піаніст, диригент.

## Творча біографія
Міміс Плессас народився 12 жовтня 1924 року в Афінах. Вже в шкільні роки він був першим солістом фортепіано грецького радіо. У 1952 році він почав писати музику. З 1956 року працює диригентом і композитором. Автор оперет, балетної сюїти «Αθηναϊκό πανόραμα» і сучасної опери «Ορφέας και Ευρυδίκη» (укр. «Орфей і Еврідіка»), «Ζεύς» (укр. «Зевс») (1998 рік).
Плессас написав музику до 104 фільмів і 70 вистав. Він співпрацював з відомими грецькими співаками (Янніс Пулопулос, Марінелла, Нана Мускурі, Антоніс Ремос, Толіс Воскопулос, Стратос Діонісіат та ін.). Плессас був удостоєний декількох золотих і платинових альбомів, його альбом «Ο Δρόμος» (LYRA, 1969 рік) на вірші Лефтеріса Пападопулоса є лідером в грецькій дискографії, продажі альбому перевищили 1 000 000 примірників.

## Нагороди
Міміс Плессас неодноразово був удостоєний нагород в Греції та за кордоном. Всього було отримано шість відзнак в Греції і сім міжнародних нагород (Барселона 1960, Варшаві в 1962 році, Бельгія 1963, Італія (Monte Alto) 1964, США 1965 року, Париж, Токіо в 1968 і 1970).
У червні 2000 року на честь п'ятдесятиріччя творчої діяльності композитор був нагороджений Золотою медаллю міста Афіни за внесок в розвиток культури.
У 2001 році президент Греції нагородив Плессаса Золотим хрестом Ордена Фенікса за його внесок в розвиток грецької культури.
У 2004 році отримав звання «Людина року» за внесок у світову культуру.